# Jasło-Krosno-Becken

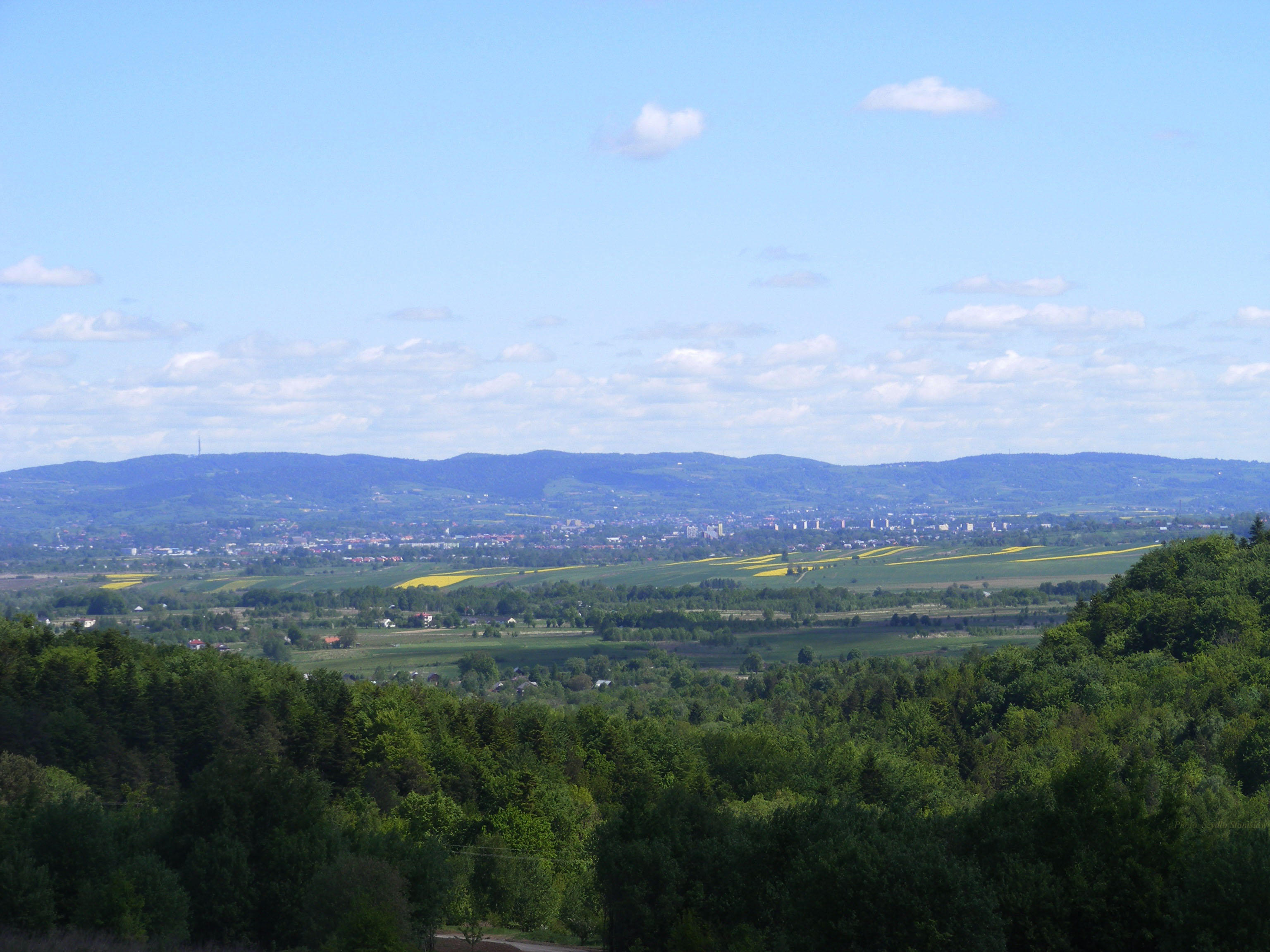
Krosno im Becken

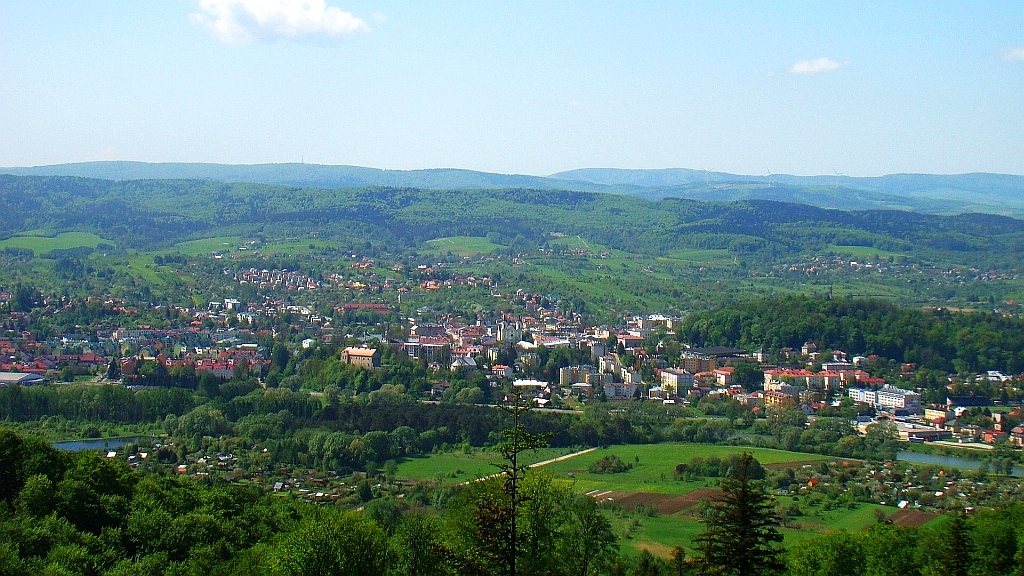
Blick von Osten

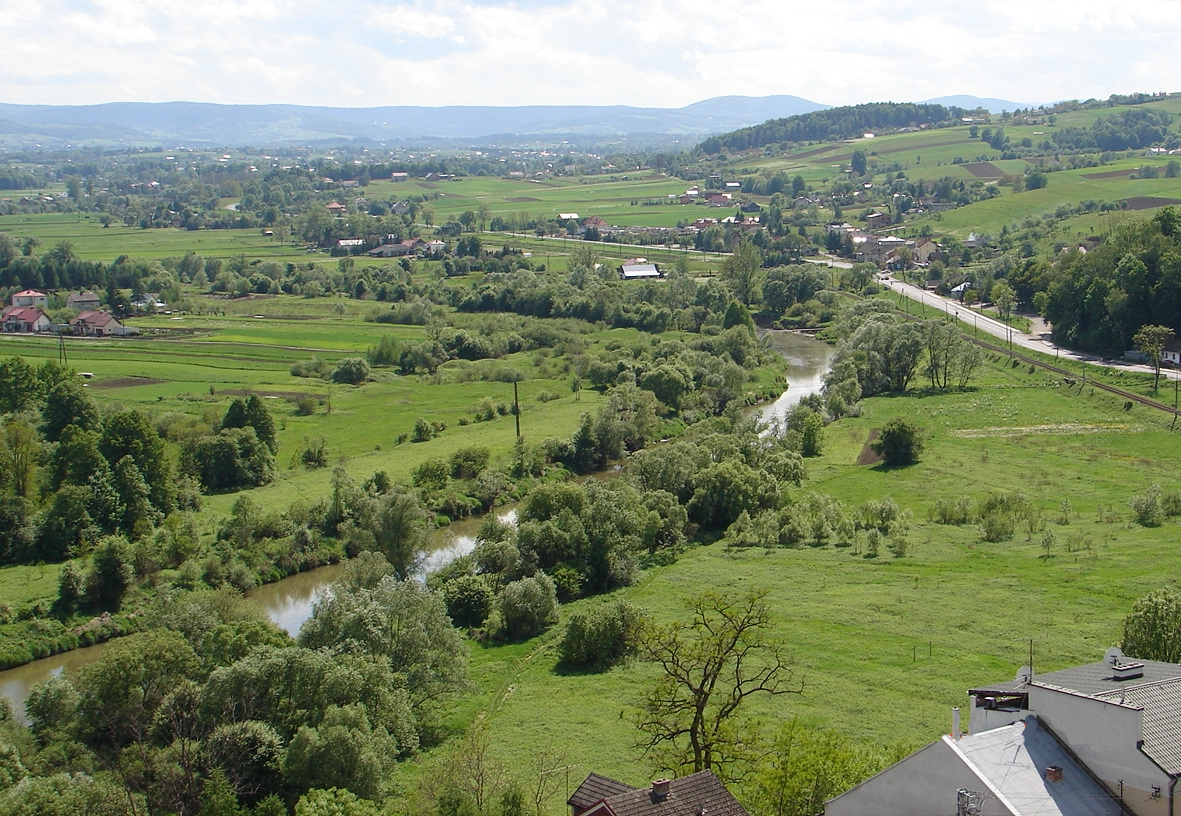
Biecz im Westen

Das Jasło-Krosno-Becken (polnisch Kotlina Jasielsko-Krośnieńska) in Polen ist ein großer Talkessel im Karpatenvorland inmitten des Mittelbeskiden-Vorgebirges, das auf einer Höhe von ca. 350 bis 250 m ü. NN liegt. 

## Geografie
Das Gorlice-Becken ist Teil des Mittelbeskiden-Vorgebirges und erstreckt sich zwischen den Strzyżów-Gebirge und Dynów-Gebirge im Norden sowie dem Jasło-Gebirge und dem Buków-Gebirge im Süden, sowie dem Gorlice-Becken im Westen, zusammen mit welchem es das Sanoker Flachland bildet. Im Osten befinden sich das Sanok-Turkaer Gebirge in den Waldkarpaten. Durch das Becken fließen die Ropa, der Wisłok, die Wisłoka, die Jasiołka und der San.
Das Jasło-Krosno-Becken ist dicht besiedelt und gehört historisch zum Sanoker Land. Zu den größeren Städten gehört die Vorkarpaten-Dreistadt, die aus Krosno, Jasło und Sanok besteht, wobei Sanok bereits an der Grenze zu den Waldkarpaten liegt. Weitere wichtige Orte im Becken sind Biecz sowie die Kurorte Iwonicz-Zdrój und Rymanów-Zdrój.
Die fruchtbare Region ist ansonsten landwirtschaftlich geprägt. Sie gehört zusammen mit den anliegenden Gebieten zum ältesten Erdölförderungsgebiet der Welt. Die Ölquellen sind mittlerweile größtenteils erschöpft.
Eine der Volksgruppen, die das Becken bewohnt, sind die Nachfahren der Walddeutschen. Das Becken und die angrenzenden Gebirgszüge waren das zentrale Siedlungsgebiet der Walddeutschen, die hier nach 1340 von Kasimir dem Großen angesiedelt wurden.